# Khaled Ba Wazir
Khaled Ba Wazir (Arabic:خالد با وزير) (sinh ngày 8 tháng 5 năm 1995) là một cầu thủ bóng đá người Các Tiểu vương quốc Ả Rập Thống nhất. Hiện tại anh thi đấu cho Al-Wahda.